# Idrányi Barna
Idrányi Barna (Hernádbűd, 1861. július 16. - Gönc, 1933. szeptember 22.) nagyszalánci református lelkipásztor, esperes, a csehszlovákiai Tiszáninneni egyházkerület harmadik püspöke.

## Élete
Miskolcon végezte elemi és református gimnáziumi tanulmányait, majd Sárospatakon a teológiai fakultáson folytatta. A csehszlovák államfordulat után az egyesült Abauj-Torna egyházmegye esperese lett. 1933 májusától püspök. Göncön helyezték örök nyugalomra.
Felesége Misley Ilona, gyermekeik Idrányi Béla abauji tiszti főügyész, Farkas Elekné Ilona, Zoltán és László voltak.